# سیارک ۲۲۵۸۷
سیارک ۲۲۵۸۷ (به انگلیسی: 22587 McKennon، نامگذاری:1998HB99) بیست و دو هزار و پانصد و هشتاد و هفتمین سیارک کشف شده‌است که در ۲۱ آوریل ۱۹۹۸ کشف شد.
قدر مطلق سیارک برابر ۸.۵ است.